# Okniany (obwód iwanofrankiwski)
Okniany (ukr. Вікняни) – wieś na Ukrainie w rejonie tłumackim obwodu iwanofrankiwskiego.
Za czasów ZSRR wieś nazywała się Biłohirka (ukr. Білогірка). 11 czerwca 1993 przywrócono historyczną nazwę Okniany (Вікняни)
Pod koniec XIX w. wieś w powiecie tłumackim. 
W II Rzeczypospolitej wieś w powiecie tłumackim województwa stanisławowskiego.
W 1944 nacjonaliści ukraińscy z OUN-UPA zamordowali tutaj 44 Polaków.